# Erik Dejonckheere
Erik Dejonckheere (Roeselare, 1948) is een Belgische kunstenaar die beelden maakt in keramiek en brons.

## Werkzaamheid
Dejonckheere studeerde beeldende kunst met als specialisatie beeldhouwkunst aan Sint-Lucas te Gent. Hij was in de leer bij José Vermeersch. Daarna koos hij voor een monumentale en figuratieve vormgeving. Kenmerkend voor zijn oeuvre is het fragmentarisch karakter van de figuren. De lichaamsvormen lijken gespleten, opengebroken of gedeeltelijk afgerukt. Vaak zijn de vreemde figuren gevat in een ijzeren structuur. Dejonckheere gebruikt vaak chamotteklei; de kleuren brengt hij voor het bakproces volgens de engobetechniek (slipdecoratie) aan. De stad Izegem kocht 'De Stadswachter'. Veel van zijn werken zijn in privébezit.

## Tentoonstellingen (selectie)
- 1985 - Keramiekententoonstelling - Faenza - Italië
- 1986 - College Jules Verne - Grande - Synthe - Frankrijk
- 1986 - 't Leerhuys - Brugge - Kunstambt in West-Vlaanderen
- 1992 - Kunsthuis 13 - Velp (Nederland) Tentoonstelling 'Nederland - België'
- 1994 - 'Kunstenaars geven uitdrukking aan verdrukking' - Anne Frankstichting - Kortrijk
- 1997 - 'Een leiedorp vol beelden' - Bachte - Maria- Leerne - Deinze
- 2009 - 'Getormenteerde klei' -  Museum Torhouts Aardewerk
- 2013 - 'Buren bij kunstenaars' open-atelierdagen (ook 2008 tot en met 2012)

## Galerij

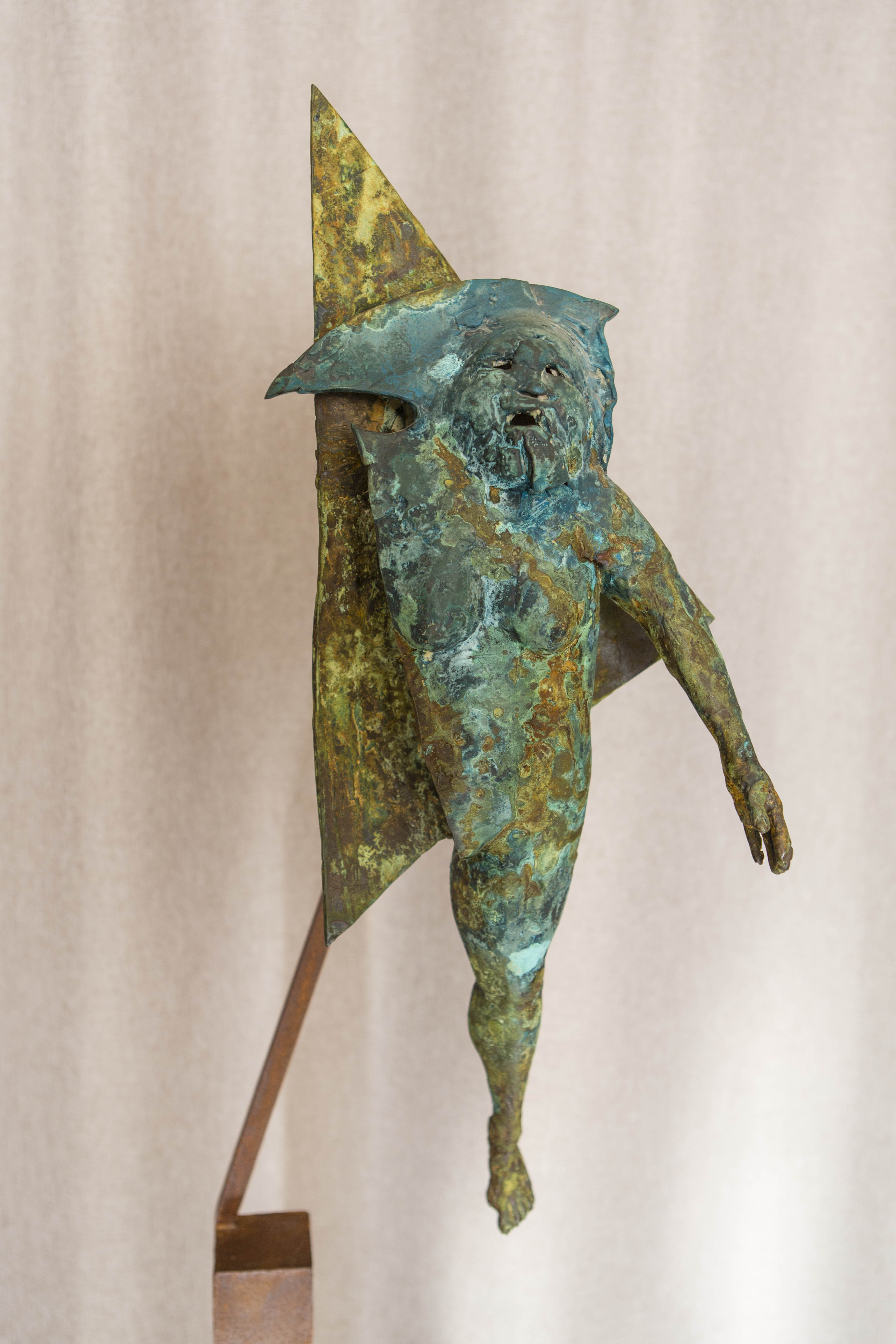
Brons
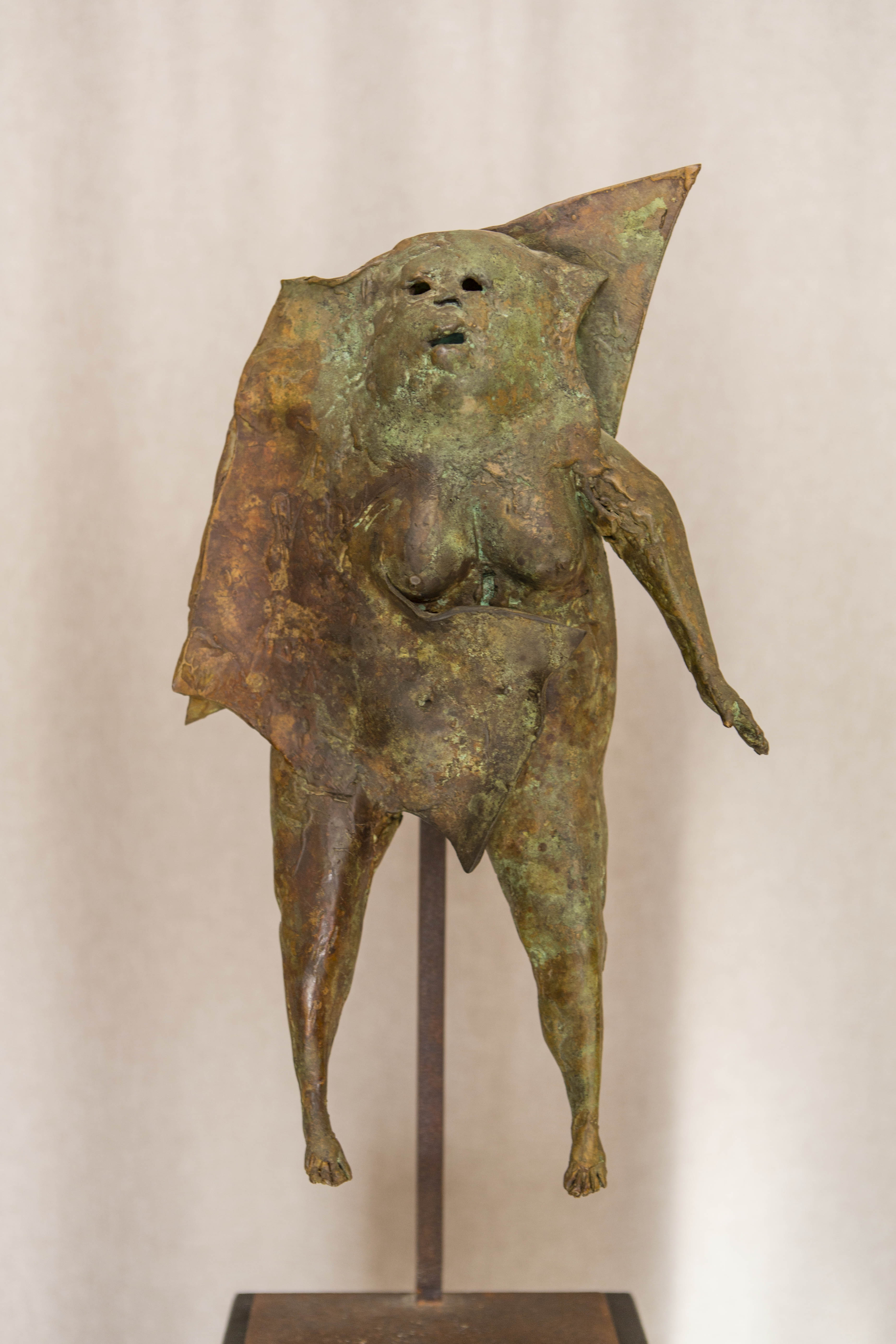
Brons
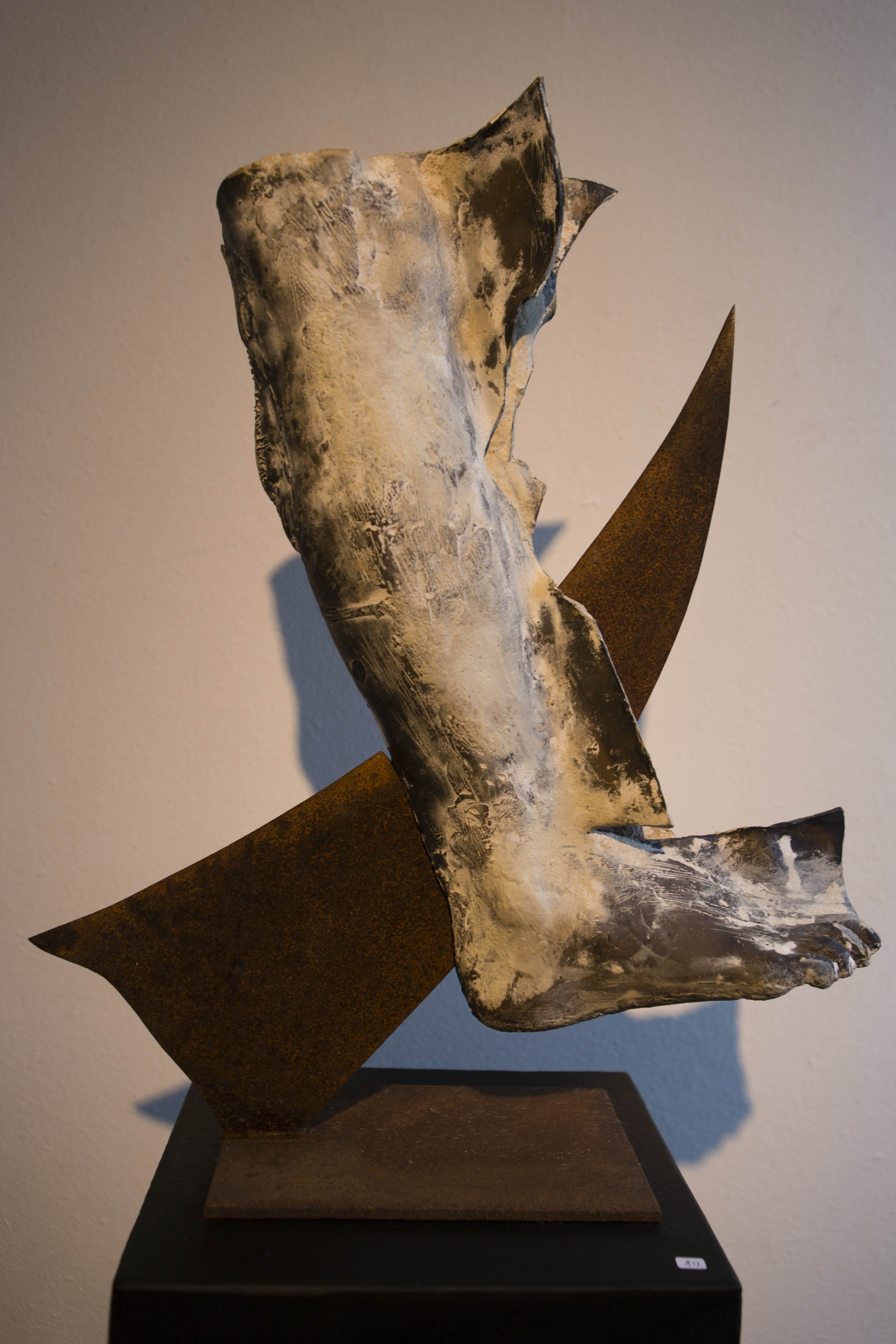
Brons
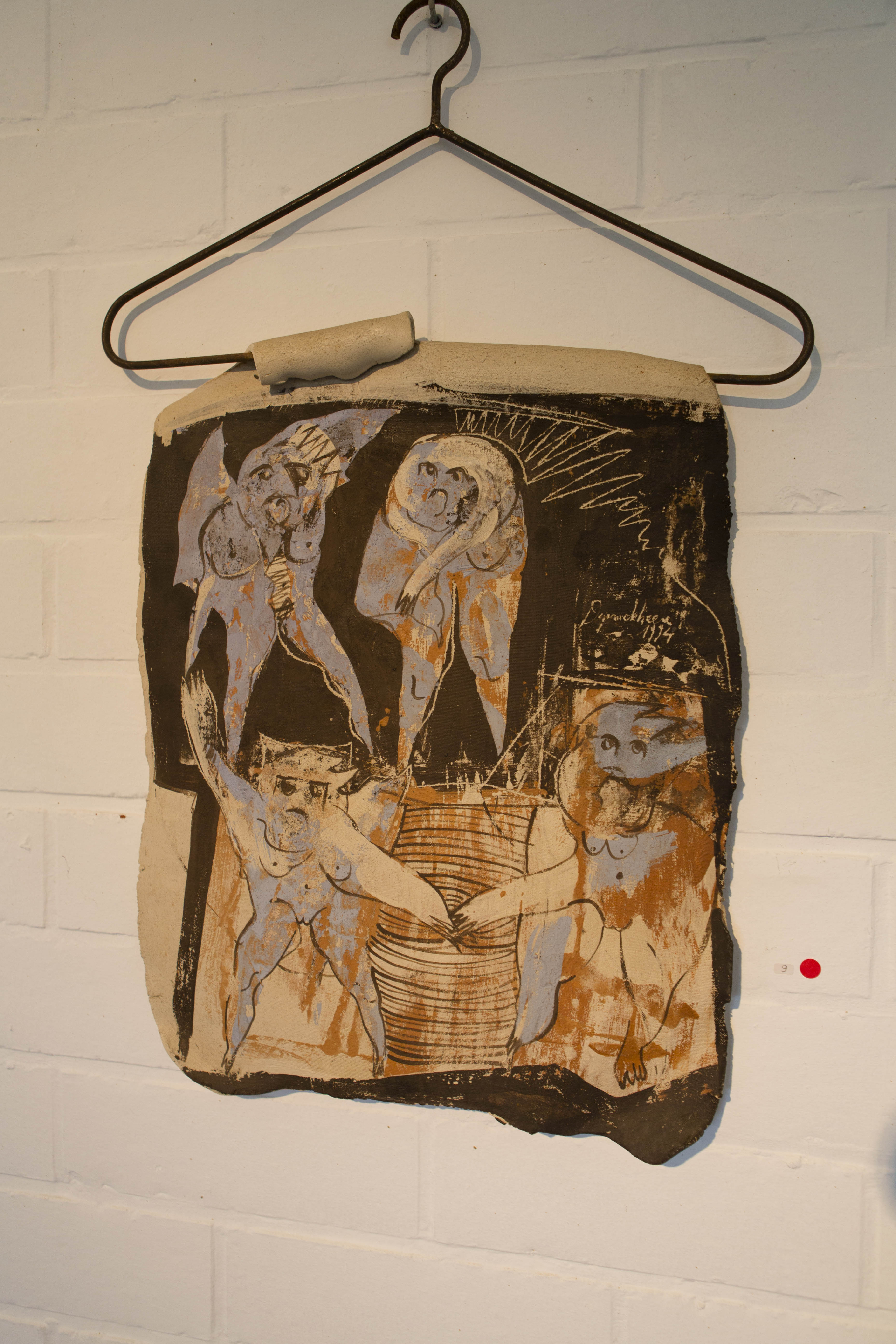
Keramiek
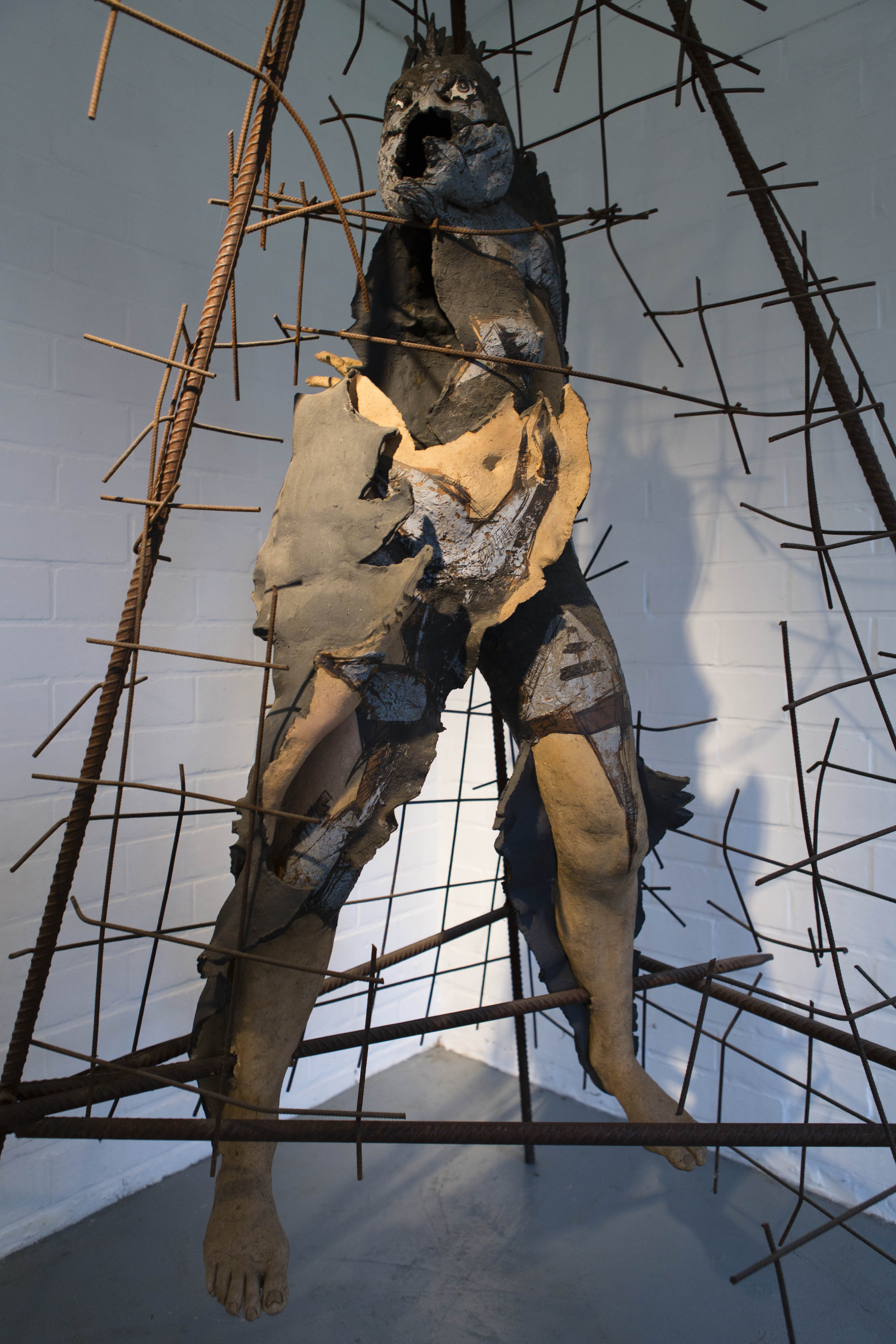
Keramiek

- RKD-Nederlands Instituut voor Kunstgeschiedenis: 21477